# Политика вафельницы
Политика вафельницы (нидерл. wafelijzerpolitiek) — неофициальное, но общеупотребимое название существовавшей в Бельгии системы распределения средств для осуществления крупных проектов. Смысл её заключался в том, что между финансированием крупных работ во Фландрии и Валлонии должен был соблюдаться паритет. Например, если в Валлонии осуществлялся крупный проект, то соответствующая сумма также должна была быть освоена на осуществление проекта во Фландрии. Отсюда и название — обе половины вафельницы имеют одинаковый размер.
Из-за этой политики зачастую одна сторона часто получала больше финансов, чем того требовала необходимость. Поэтому многие видят в политике вафельницы причину большого внешнего долга Бельгии (105 % ВВП)
В ходе третьего этапа реформы государства (федерализации Бельгии), в 1988 году, сами округа, а не федеральное правительство, стали ответственны за финансирование крупных проектов. В связи с этим политика вафельницы стала большей частью делом прошлого. Инвестиции в железные дороги (которые остаются государственным предприятием) распределяются в соотношении шесть к четырём (шесть для Фландрии, четыре для Валлонии, в соответствии с протяжённостью железнодорожной сети).
Политика вафельницы привела к созданию множества Больших бесполезных работ, каковыми так богата Бельгия. В качестве примера можно назвать судоподъёмный лифт на Центральном канале в Валлонии, который был построен не из-за необходимости (судоходство в том районе не отличается особой интенсивностью), а по той простой причине, что во Фландрии проводились работы по расширению порта Зеебрюгге.